# Dreiband-Weltmeisterschaft 1958

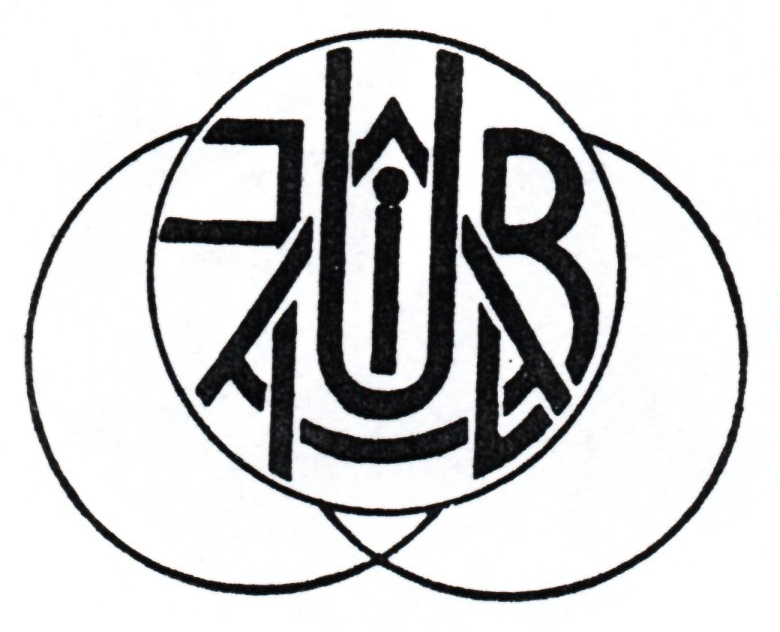
Logo UIFAB (ausrichtender Verband)

Veranstaltungsort: Barcelona

Die Dreiband-Weltmeisterschaft 1958 war das 15. Turnier in dieser Disziplin des Karambolagebillards und fand vom 26. bis 31. Mai 1958 in Barcelona statt. Damit gab es nach fünf Jahren wieder eine Dreiband-Weltmeisterschaft. Es war die dritte Dreiband-Weltmeisterschaft in Barcelona.

## Geschichte
Wieder einmal wurde die Weltmeisterschaft mit einer Stichpartie entschieden. Diese gewann der Argentinier Enrique Navarra in 47 Aufnahmen mit 50:45 gegen René Vingerhoedt aus Belgien. Vingerhoedt stellte aber mit 1,089 einen neuen Weltrekord im Generaldurchschnitt (GD) auf. August Tiedtke aus Duisburg spielte mit 1,612 den besten Einzeldurchschnitt, er stellte damit Vingerhoedts Weltrekord von 1952 ein, und kam auf den dritten Platz. Der erstmals an einer Weltmeisterschaft teilnehmende Österreicher Johann Scherz startete direkt mit einem Weltrekord. Er verbesserte den 35 Jahre alten Serienrekord, der viermal eingestellt wurde, um 1 Punkt auf nunmehr 13 Punkte.

## Modus
Gespielt wurde in einer Finalrunde „Jeder gegen Jeden“ bis 50 Punkte.

## Abschlusstabelle

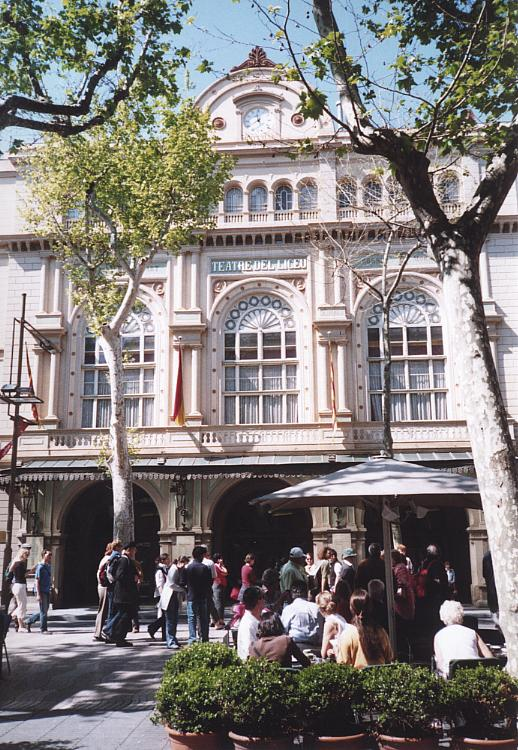
Fassade Lyceum (2006)

| MP    | Match Points (Sieger = 2; Unentschieden = 1; Verlierer = 0) |
| Pkte. | Erzielte Karambolagen                                       |
| Aufn. | Benötigte Versuche                                          |
| GD    | Generaldurchschnitt                                         |
| BED   | Bester Einzeldurchschnitt eines Spielers                    |
| HS    | Höchstserie                                                 |
|       | Bester GD des Turniers                                      |
|       | Bester ED des Turniers                                      |
|       | Beste HS des Turniers                                       |
|       | 1. Platz (Gold)                                             |
|       | 2. Platz (Silber)                                           |
|       | 3. Platz (Bronze)                                           |

| Platz                                        | Name             | MP    | Pkte. | Aufn. | GD    | BED   | HS |
| -------------------------------------------- | ---------------- | ----- | ----- | ----- | ----- | ----- | -- |
| 1                                            | Enrique Navarra  | 16:4  | 476   | 521   | 0,913 | 1,351 | 10 |
| 2                                            | René Vingerhoedt | 16:4  | 473   | 434   | 1,089 | 1,515 | 11 |
| 3                                            | August Tiedtke   | 14:6  | 480   | 521   | 0,921 | 1,612 | 9  |
| 4                                            | Bert Teegelaar   | 11:9  | 450   | 540   | 0,833 | 0,980 | 7  |
| 5                                            | Bernard Siguret  | 11:9  | 466   | 589   | 0,791 | 1,000 | 7  |
| 6                                            | António Ventura  | 10:10 | 437   | 532   | 0,821 | 1,388 | 9  |
| 7                                            | Adolfo Suárez    | 8:12  | 443   | 515   | 0,860 | 1,388 | 8  |
| 8                                            | Joaquín Domingo  | 8:12  | 427   | 514   | 0,830 | 1,111 | 7  |
| 9                                            | Carlos Monestier | 7:13  | 436   | 584   | 0,746 | 1,136 | 6  |
| 10                                           | Johann Scherz    | 5:15  | 429   | 525   | 0,817 | 1,282 | 13 |
| 11                                           | João Pereira     | 4:16  | 419   | 607   | 0,690 | 0,862 | 10 |
| Turnierdurchschnitt: 0,839                   |                  |       |       |       |       |       |    |
| Stichpartie                                  |                  |       |       |       |       |       |    |
| -                                            | Enrique Navarra  | 2:0   | 50    | 47    | 1,063 | 1,063 | 6  |
| -                                            | René Vingerhoedt | 0:2   | 45    | 47    | 0,957 | –     | 4  |
| nach Stichpartie                             |                  |       |       |       |       |       |    |
| 1                                            | Enrique Navarra  | 18:4  | 526   | 568   | 0,926 | 1,391 | 10 |
| 2                                            | René Vingerhoedt | 16:6  | 520   | 483   | 1,076 | 1,514 | 11 |
| Turnierdurchschnitt: 0,841 (mit Stichpartie) |                  |       |       |       |       |       |    |